# Deutsch-Baltische Handelskammer in Estland, Lettland, Litauen
Die Deutsch-Baltische Handelskammer in Estland, Lettland, Litauen (AHK Baltische Staaten) ist Teil des weltweiten Netzes deutscher Auslandshandelskammern, eine Handelskammer  mit derzeit über 400 Mitgliedsunternehmen über die drei baltischen Staaten mit Büros in Tallinn (Estland), Riga (Lettland) und Vilnius (Litauen). Die Kammer entstand aus drei getrennten Delegiertenbüros (Delegation der deutschen Wirtschaft).

## Organisation und Struktur
Die Deutsch-Baltische Handelskammer wird vom Geschäftsführenden Vorstand Florian Schröder und dem Stellvertretenden Geschäftsführer Dominic Otto geleitet.

## Dienstleistungen
Die Handelskammer ist Anbieter von Dienstleistungen, insbesondere für die mittelständische Wirtschaft auf deren Weg zur Erschließung neuer Märkte. Zu diesen Serviceleistungen gehören unter anderem:
- Markt- und Gründungsberatung
- Fiskaldienste
- Umweltdienstleistungen
- Personal und Buchhaltung
- Marketing und PR
- Rechts- und Anwaltsdatenbank
- Vermittlung von Geschäftskontakten
- Ausschreibungs- und Veranstaltungsservice